# André Auler
André Auler (Rio de Janeiro, 9 de novembro de 1963) é um documentarista brasileiro que teve sua carreira construída na televisão.

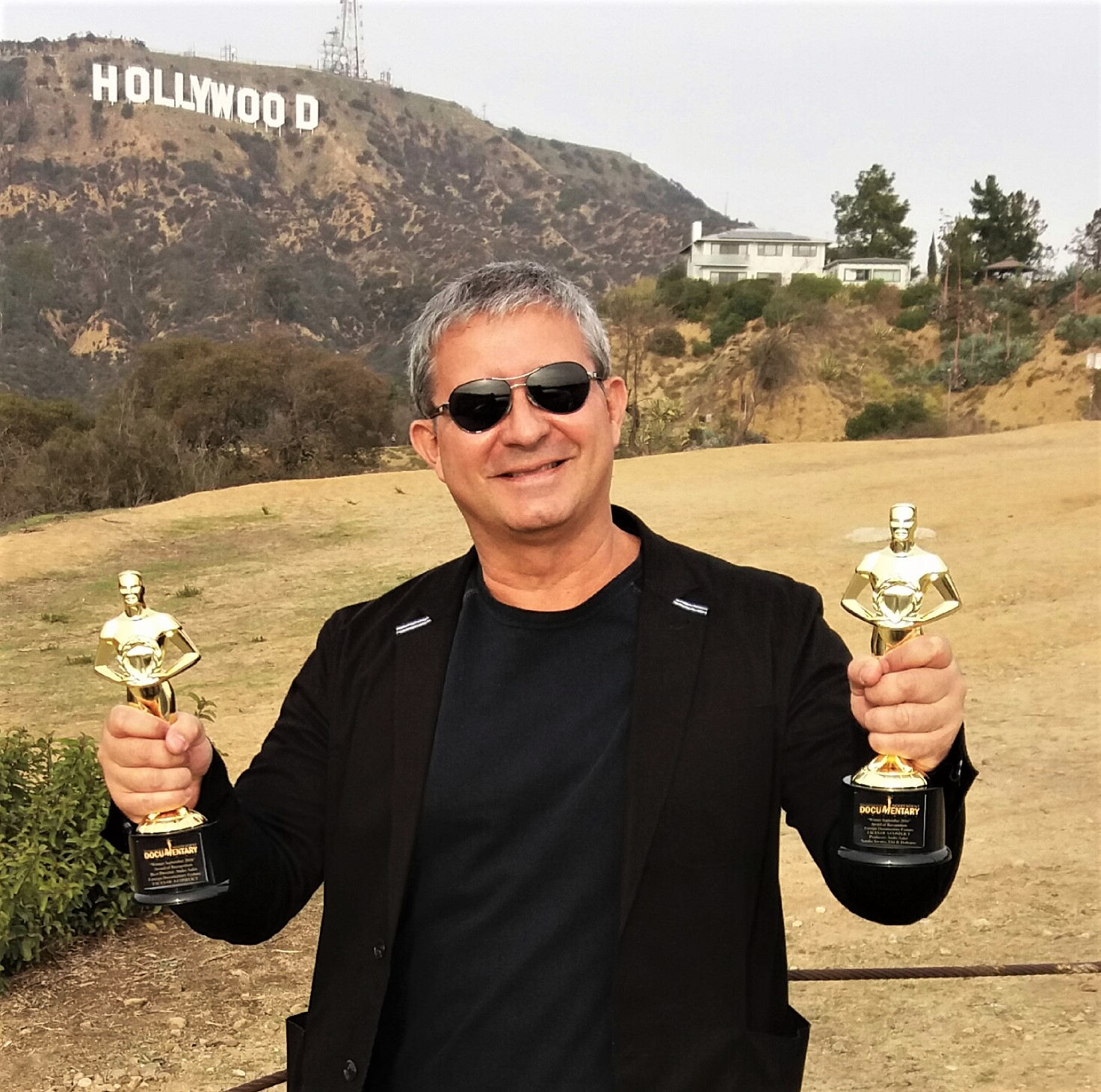
André Auler com os prêmios de Melhor Documentário Estrangeiro e Melhor Diretor do Hollywood International Independent Documentary Awards.

Auler, em 2016, roteirizou, produziu e dirigiu o documentário Faces de um Conflito vencedor de 8 prêmios internacionais:
- Lift-Off Sessions August 2019 na Inglaterra (Melhor Documentário)
- Hollywood International Independent Documentary Awards (Melhor Documentário Estrangeiro e Melhor Direção em setembro de 2016) 
- Los Angeles CineFest (Melhor filme votado pelo público e pelo júri)
- Headline International Film Festival (Ganhou o Golden Cine Award)
- Top Indie Film Awards (Melhor Curta Documentário e Melhor Montagem na edição de outubro de 2016)
- The Monthly Film Festival (2º lugar no Festival em Glasgow no Reino Unido em setembro/outubro de 2016).
E mais 8 indicações entre: Seleção Oficial, Semi-Finalista e Finalista.
O documentarista trabalhou de 1986 a 1993 na TV Manchete  onde teve a oportunidade de estar na equipe do cineasta Maurice Capovilla, com quem chegou a fazer, dentre vários programas, um documentário dividido em 5 episódios chamado Viagens às Terras de Portugal, também lançado em vídeo numa versão compilada. 
Auler ainda trabalhou em várias produções televisivas ligadas ao mundo do cinema como o programa Cinemania da TV Manchete, quando fez sua primeira entrevista internacional com o diretor Alan Parker. Em 1994, já na Globosat, trabalhou numa versão do programa, chamada Cinemaníaco, para o canal Telecine. Entre 2000 e 2012, André trabalhou no Universal Channel, onde criou e dirigiu o programa Whats On, sobre cinema e sobre as séries exibidas pelo canal. Nesta ocasião, Auler entrevistou para o programa várias celebridades da indústria cinematográfica como: Tom Cruise, Hugh Laurie (Dr. House), Will Smith, Angelina Jolie, Dustin Hoffman, Harrison Ford, Robert Downey Jr, Gerard Butler, Kiefer Sutherland, Reese Witherspoon, Ralph Fiennes, Lucy Liu, Jack Black, Jon Favreau, Vin Diesel, Dwayne Johnson (The Rock), Paul Walker, Daniel Radcliffe e o elenco da franquia “Harry Potter”, Benicio Del Toro, Will Arnett, Jonah Hill entre outros.   
Entretanto, sua formação profissional também abrange a produção de programa infantil, programas musicais, videoclipes e comerciais de televisão.
No teatro, André Auler escreve e dirige os shows da cantora Watusi desde 2018.